# Naser Al Shami
Naser Al Shami est un boxeur syrien né le 27 juillet 1982.

## Carrière
Aux Jeux olympiques d'été de 2004, il combat dans la catégorie des poids lourds et remporte la médaille de bronze, après sa defaite en demi-finale contre Odlanier Solís.

## Blessure
Le 4 juillet 2011, il participe à une manifestation à Hama dans le cadre de la révolution syrienne amorcée en mars 2011. Ce jour-là, il est blessé par les forces de sécurité du gouvernement.